# Gozdnica
Pour les articles homonymes, voir Gozdnica.
Gozdnica (prononciation : [ɡɔzdˈɲit͡sa]) est une petite ville située dans le powiat de Żagań dans la voïvodie de Lubusz, en Pologne.
Elle est une gmina urbaine.
Il se situe à environ 25 kilomètres au nord-ouest de Żagań (siège de le powiat) et 15 kilomètres à l'est de Przewóz.
Elle s'étend sur 23,97 km2 et comptait 3 398 habitants en 2008.

## Histoire
Le nom allemand de la ville était Freiwaldau.
Après la Seconde Guerre mondiale, avec les conséquences de la Conférence de Potsdam et la mise en œuvre de la ligne Oder-Neisse, la ville est intégrée à la République populaire de Pologne. La population d'origine allemande est expulsée et remplacée par des Polonais.
De 1975 à 1998, la ville est attachée administrativement à la voïvodie de Zielona Góra.

Depuis 1999, elle fait partie de la voïvodie de Lubusz.

## Structure du terrain
D'après les données de 2002, la superficie de la ville est de 23,97 kilomètres carrés, répartis comme telle :
- terres agricoles : 20%
- forêts : 68%

La commune représente 2,12% de la superficie du powiat.

## Démographie
Données du 30 juin 2004:
| Description        | Total  | Total | Femmes | Femmes | Hommes | Hommes |
| ------------------ | ------ | ----- | ------ | ------ | ------ | ------ |
| Unité              | Nombre | %     | Nombre | %      | Nombre | %      |
| Population         | 3 501  | 100   | 1 818  | 51,9   | 1 683  | 48,1   |
| Densité (hab./km²) | 146,1  | 146,1 | 75,8   | 75,8   | 70,2   | 70,2   |

## Relations internationales

### Jumelages
La ville a signé des jumelages ou des accords de coopération avec:
- Krauschwitz (Allemagne)